# Подснежник королевы Ольги
Подсне́жник короле́вы О́льги (лат. Galanthus reginae-olgae) — вид цветковых растений семейства Амариллисовые (Amaryllidaceae).

## Ботаническое описание
Луковица 2 см длиной и 1,5 см в диаметре; влагалище 3—4 см длиной.
Листья зелёные, сизые, линейные, 15 см длиной и 0,6—0,8 см шириной, появляются после цветения (сентябрь—октябрь).
Цветонос 9—11 см длиной; крыло 2,5 см длиной; цветоножка одной длины с крылом. Наружные листочки околоцветника широколанцетные, вогнутые, 2,3—2,5 см длиной и 0,8 см шириной; внутренние обратнояйцевидные с округлыми долями выемчатой верхушки, 1,2 см длиной и 0,6 см шириной. Тычинки 0,5—0,6 см длиной, пыльники с остриём.
Число хромосом 2n=24.

## Распространение
Ареал включает Грецию (южную часть).
Растёт по опушкам пихтовых и еловых лесов, среди папоротников.

## Синонимы
- Chianthemum olgae (Orph. ex Boiss.) Kuntze
- Galanthus corcyrensis (Beck) Stern
- Galanthus elsae Burb.
- Galanthus imperati Zodda
- Galanthus nivalis Beck
- Galanthus octobrensis T.Short
- Galanthus olgae Orph. ex Boiss.
- Galanthus olgae-reginae Leichtlin
- Galanthus rachelae Burb.
- Galanthus reginae-olgae subsp. corcyrensis (Beck) Kamari
- Galanthus reginae-olgae subsp. reginae-olgae